# Lucien Bégouin
Lucien Bégouin est un homme politique français, né le 17 avril 1908 à Angoulême (Charente) et décédé le 27 décembre 1998 à Plappeville (Moselle).

## Biographie
Après des études secondaires, puis supérieures, Lucien Begouin devient négociant en vins et administrateurs de société. Il s'engage en politique en adhérant au mouvement de jeunesse du Parti radical, dans les années 1930. Il devient par la suite président de ces Jeunesses radicales socialistes.
Mobilisé au début de la seconde guerre mondiale, son action pendant le conflit lui vaut la croix de guerre.
En juin 1946, il mène la liste du RGR pour l'élection de la deuxième assemblée constituante. Il n'obtient que 9,6 %, ce qui est insuffisant pour obtenir un seul siège. Il décide donc pour les élections de novembre de faire alliance avec la liste conservatrice du Parti républicain de la Liberté, menée par Michel Clemenceau, ce qui lui permet d'être élu député.
Secrétaire du groupe radical, il est aussi, en toute fin de mandat, président de la commission des pensions, à laquelle il a consacré l'essentiel de son travail parlementaire.
En 1947, il rejoint le Rassemblement du Peuple Français, mais en est exclu deux ans plus tard, n'ayant pas accepté la discipline imposée par le RPF, et gardant ses attaches avec le Parti radical. Cette même année, il est élu conseiller général de Seine-et-Marne, dans le canton de Meaux, et devient président de l'assemblée départementale.
En 1951, il se représente à la tête d'une liste RGR qui entre dans un large apparentement des partis de la troisième force. Avec 10,9 % des voix, il est cependant réélu.
Reconduit à la présidence de la commission des pensions, il est appelé par Edgar Faure pour entrer au gouvernement, en janvier 1952, comme secrétaire d'État aux Travaux publics, fonction qu'il ne conserve que jusqu'en mars.
Sa position se dégrade cependant : en octobre 1953, il perd la présidence du conseil général, et, deux ans plus, n'est pas réélu dans son canton.
En 1956, il parvient à être réélu de justesse, sa liste étiquetée radicale obtenant, avec 10,6 % des voix, le dernier siège de député à pourvoir.
Il conserve la présidence de la commission des pensions, tout en s'investissant plus dans son engagement en faveur des anciens combattants. Il devient ainsi président de l'union françaises des associations de combattants et victimes de guerre.
Bien qu'il apporte son soutien au retour de Charles de Gaulle au pouvoir, sa carrière politique s'achève avec la fin de la Quatrième République.

## Fonctions
- Secrétaire d'État aux Travaux publics du gouvernement Edgar Faure (1) (du 20 janvier au 28 février 1952)
- Député radical de Seine-et-Marne (1946-1958)
- Conseiller général de Seine-et-Marne (canton de Meaux) de 1949 à 1955.